# Соломуха Петро Іванович
Петро Іванович Соломуха (біл. Пётр Іванавіч Саламуха; нар. 16 липня 1942, с. Левківка Старокостянтинівського району Хмельницької області) — білоруський політик. Заслужений будівельник Республіки Білорусь.

## Біографія
Закінчив Сибірський технологічний інститут, інженер-механік. Трудову діяльність розпочав слюсарем Остропільської та Старокостянтинівської ремонтно-технічних станцій. Працював слюсарем-монтажником Хабаровського монтажного управління в місті Амурську, майстром Комсомольського монтажного управління в місті Комсомольськ-на-Амурі, заступником начальника управління, начальником Новополоцького монтажного управління «Нафтозаводмонтаж» Вітебської області, директором Новополоцького спеціалізованого підприємства «Нафтозаводмонтаж», генеральним директором ВАТ «Нафтозаводмонтаж».
Обирався членом Ради Республіки Національних Зборів Республіки Білорусь другого скликання і депутатом Палати представників Національних Зборів Республіки Білорусь третього скликання.

## Нагороди
Нагороджений ювілейною медаллю «90 років Збройних Сил Республіки Білорусь», почесними грамотами Національних Зборів Республіки Білорусь. Почесний громадянин міста Новополоцька.